# Antonio Farfán
Antonio Farfán San Román fue un militar ecuatoriano-peruano, el cual libró batallas por la Independencia de Quito, en la Revolución marcista y en la Guerra civil ecuatoriana de 1859-1860, conocido por haber derrotado al pastuso Agustín Agualongo.

## Biografía
Nació en la ciudad de Cuzco en 1796, hijo de Domingo Farfán y Rosa de San Román. Ingresó a las fuerzas realistas en el batallón "Granaderos de Reserva del Cuzco", participando en la campañas de José de la Serna en su invasión a Salta y Jujuy, pero fracasada esta misión el virrey Joaquín de la Pezuela, decidió que estos batallones fueran destinados a Guayaquil, llegando en 1819 como un esfuerzo para evitar que la ciudad se vuelva a favor de los patriotas.
Antonio Farfán se identificó con las ideas patrias, por lo que fue una pieza fundamental en el 9 de octubre de 1820. Fue tan determinante su actuación, que fue uno de los diez que recibió la medalla de oro del “9 de Octubre” con la que el Ayuntamiento de Guayaquil premió a quienes más se distinguieron durante los acontecimientos de ese día. El 17 de julio de 1821, con energía y valor logró sostener Guayaquil debido a una traición que les había propiciado el comandante realista Nicolás López quien –de acuerdo con el Teniente de Fragata Ramón Ollague- pretendió devolver la ciudad a los realistas.

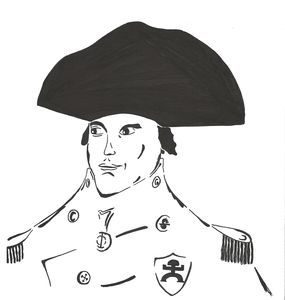
Antonio Fominaya

Una vez calmada las fuerzas realistas, este junto con otras patriotas iniciaron el avance a la Sierra, derrotando en batalla al coronel Fominaya en la Batalla de Camino Real, pero serían derrotados en la Primera batalla de Huachi, pero esta vez la derrota total pudo ser evitada por la intervención del general venezolano Simón Bolívar mandando a su ayudante Antonio José de Sucre a derrotar a los realistas. Una vez aplastadas las fuerzas realistas en la Batalla de Yaguachi, avanzaron pero atacada por el mariscal de campo Melchor Aymerich se les tuvo que unir el coronel Santa Cruz; el avance de Quito se hizo de manera rápida, donde el capitán Farfán atacó con Lavalle en el Combate de Riobamba.

## Últimos años y muerte
Alejado de toda actividad militar, el general Farfán se dedicaría a varios oficios para el servicio de Ecuador, pero por la tristeza y distanciado de su esposa moriría el 19 de septiembre de 1867.